# 官桥湖
官桥湖是一个位于中国安徽省安庆市的淡水湖，面积约为3.87平方千米，属于长江区。它的一级流域为长江流域，二级流域为长江干流水系。